# Стоян Бакалов
Стоян Лазаров Бакалов е български революционер, деец на Вътрешната македоно-одринска революционна организация.

## Биография
Стоян Бакалов е роден в 1866 година в костурското село Апоскеп, тогава в Османската империя, днес Апоскепос, Гърция. Влиза във ВМОРО. През Илинденско преображенското въстание в 1903 година е войвода на 60-членната чета от родното му село. През май 1904 година е арестуван от властите и осъден на три години затвор. През есента на 1905 година е амнистиран и емигрира за Съединените щати. След Младотурската революция в 1908 година се връща в родното си Костурско и става учител в село Сетома, но след една година отново заминава за САЩ. Умира в Скопие.